# Karlík (hrad)
Karlík je zaniklý hrad, který stával na ostrohu nad Karlickým údolím v katastrálním území Mořinka v okrese Beroun, asi dva kilometry severozápadně od Dobřichovic. Je chráněn jako kulturní památka a jeho okolí jako přírodní rezervace Karlické údolí.

## Historie
O založení a funkci hradu historické prameny mlčí. Podle Miloslava Bělohlávka jej roku 1358 založil Karel IV., ale jediná věrohodná zmínka pochází z roku 1400, kdy byl Karlík zastaven Václavem IV. Zároveň došlo k připsání částky 200 kop grošů na stavební úpravy hradu. Další zmínka je z roku 1544, kdy se ovšem uvádí pouze blízký rybník a mlýniště. Podle Pavla Boliny a Tomáše Klimka mohla výstavba hradu souviset s blízkostí dálkové cesty z Prahy směrem k Dobříši.
Václav Hájek z Libočan ve své kronice uvedl, že Karel IV. hrad založil pro pobyt královny a jejího dvora, protože ženy údajně na Karlštejn nesměly. Tuto informaci později Jaroslav Vrchlický zakomponoval do své hry Noc na Karlštejně.

## Popis
Hrad stával na ostrohu zvaném Hrádek. Jediný přístup byl ze severu, kde hrad chránil šíjový příkop s valem. V čele nevelkého jádra stávala polygonální, snad věžovitá, budova a další stavba stála u hradby na jihozápadní straně. Její interiér členila zlomkovitě dochovaná příčka.